# اللواء الطرابلسي
اللواء الطرابلسي صحيفة ليبية بدأت بالصدور يوم 9 أكتوبر 1919 ناطقة بلسان حزب الإصلاح الوطني و استمرت في الصدور حتى وصول الحزب الفاشيستي الإيطالي إلى سدة الحكم في إيطاليا الصحيفة كانت تصدر كل يوم خميس في أربع صفحات من الحجم الكبير و كان مديرها المسؤول الأستاذ عثمان القيزاني تساعده هيئة رسمية تمثلت في حزب الإصلاح الوطني و كان مقرها هو ذات مقر الحزب بمحلة أبي الخير بالعاصمة طرابلس و تمويلها كان من خلال الحزب نفسه و ما يصلها من الاعيان من التبرعات و الاشتراكات .
كانت الصحيفة تطبع بداية في المطبعة الشرقية التي يمتلكها يهودي ليبي يدعى فرايم تشوبة و بعد ذلك تولت مطبعة الترقي الوطنية التي يمتلكها السيد محمد البوصيري طبع الصحيفة .

## مندوبو الصحيفة
1. صالح الصقر مندوب الصحيفة في مدينة ترهونة
2. أبوبكر الصديق مندوب الصحيفة في مدينة غدامس
3. ساسي بن شتوان مندوب الصحيفة في مدينة بنغازي
4. محمد البوسيفي مندوب الجريدة في مدينة غات

## أهم كتابها
السيد عثمان القيزاني - السيد أحمد الشارف - السيد أحمد الفقيه حسن - السيد أحمد قنابة - عبد الله الماعزي - عبد الرحمن عزام ( رئيس جامعة الدول العربية ) - محمد الفقيه حسن .

## وصلات خارجية
تاريخ الصحافة في ليبيا جريدة اللواء الطرابلسي - موقع صحيفة برنيق